# Edward Ishita
Edward Ishita (21 de septiembre de 1947 en Osaka, Japón), es un cantante de ópera descendiente de padre japonés y madre filipina. En 1965 se graduó en escuela superior Kozu, en 1970 se graduó en la Universidad de Música de Musashino.
(especializado en música vocal). Estudió composición bajo la tutoría de su profesor Kozaburo Hirai y entre otros. En 1976 Fundó el grupo Ushioh, del cual fue el predecesor de la actual Asociación de Opera de Tokio.
Actualmente está ocupando de las siguientes actividades como Representante
Y Director Artístico de la Asociación de Opera de Tokio, así como las sedes locales de la Asociación, Ópera Plaza Nagasaki, Ópera Plaza Kyoto y Ópera Plaza Fukuoka.
- Datos: Q5819998